# Dongjia (köping i Kina, Shandong)
Dongjia (kinesiska: 董家镇, 董家) är en köping i Kina. Den ligger i provinsen Shandong, i den östra delen av landet, omkring 24 kilometer nordost om provinshuvudstaden Jinan. Antalet invånare är 44 870. Befolkningen består av 22 036 kvinnor och 22 834 män. Barn under 15 år utgör 13,0 %, vuxna 15-64 år 77 %, och äldre över 65 år 9,0 %.
Genomsnittlig årsnederbörd är 841 millimeter. Den regnigaste månaden är juli, med i genomsnitt 315 mm nederbörd, och den torraste är januari, med 6 mm nederbörd.